# عناصر الهندسة الوصفية في الطبيعة والعمارة
هدف هذا البحث هو توفير إشارات إلى المعلمين في مسارات التعليم في دراسة المنحنيات والسطوح المسطرة. النماذج المرجعية مستمدة من الطبيعة ومن العمارة.

## مقدمة
تحديد عدة أنماط هندسية موجودة في الطبيعة وملاحظة نفس الأنماط في أعمال معماريين مثل تلك لأنطونيو غاودي (1852-1926. ثم، أخيرا، سنواجهه فقرات عن بعض الأسطح مثل تلك المسطرة والسطح المكافئ الزائد (paraboloide iperbolico)، من خلال منهج يعتمد على النمذجة الهندسية

## عبقرية أنطونيو غاودي الغريبة الأطوار
غاودي كان قبل كل شيء، مهندس معماري شغفه الكبير كان في فن العمارة التي كان يعتبرها بمثابة نوع من الديانة. غاودي كان يعتبر الطبيعة العمل المنسجم والمنظم للخالق. في جميع أعماله كان هناك رموز دينية، حتى عندما لم تكن كنائس أو أديرة.
كان مراقب للطبيعة منذ صغرة كان مفتن بحلول البناء المعتمدة من الحيوان والنبات والجيولوجيا. كان لديه شعور عال جدا بالزخارف، بعد فهمة لكيفية عمل الطبيعة، كان يحل المشاكل الهيكلية المعقدة، بتزامن مع حل نسب الاشكال وابعادها الفراغية.
عمل العمارة بالنسبة لغاودي يعني حل مسائل الاستقرار والزخرفة في آن واحد، ولدية القناعة بأن كل تجاربة الفنية لا يمكن أن تصل إلى النتيجة التي توصلت إليها تجارب الطبيعة التي بدأت منذ اللحظة الأولى للخلق.
الهندسة في سيجرادا فاميليا تاخذ الحياة، وتصبح حركة وطاقة وحيوية. على سبيل المثال السطح المكافئ الزائد، واحد من أهم الأشكال التي استخدمت بأصالة. وهو سطح مكون من خطوط تتقاطع بطريقة معينة في تناظر بين نقاط تنتمي إلى قطعيين متكافئين متقابلين. هذا السطح يلاحظ في بعض مناطق التغطية لقبو كنيسة كويل (Church of Colònia Güell)Güell، لا سيما في الرواق وفي سقف جناح المدخل لكويل بارك
. الطوب مرتب في أنماط تبدو عفوية، وليس في خطوط موازية لبعضها البعض، لوفقا لقوى ولضغوط كما هو الحال في الطبيعة، تختلف المقاطع حيث توجد كتلة..هناك تشابكات، وهناك رسوم، وهناك دراسات وتطورات، حيث المهندس يرغب دائما في إيجاد حل مناسب.

## العمارة البيومورفية (أو العمارة العضوية الجديدة)
لقد ثبت ان فري اوتو كان واحدا من أوائل رواد البنيوية، بانشأة أشكال بيومورفية (biomorphic) في العمارة.
مثل السقوف المعلقة، وموضوع تطوير الهياكل المشدودة (Tensile structure) أو المنشآت المشيدة بأغشية مشدودة بواسطة هياكل شبكية (truss structure) خفيفة الوزن التي مهدت الطريق لدراسة سطوح الحد الأدنى (أو التقليلية).

## فركتل: هندسة الطبيعة
ما هو الفركتل؟.
العالم ماندلبروت هو الذي صاغ كلمة فركتل في عام 1975. فركتل مشتقة من اللاتينية (fractus) التي تعني غير نظامي أو مجزأ أو مكسر. 
عدة فراكتاليات كلاسيكية وصفت في الماضي من قبل علماء رياضيات مثل جورج كانتور وديفيد هيلبرت وجيوسيبي بيانو وفون كوخ (von-Koch)
، واكلاو سيربنسكي، لكنه فقط في عام 1982 عندما ماندلبروت نشر "الهندسة الفراكتالية للطبيعة (The Fractal Geometry of Nature) توحدت النظرية الفركتلية، التي ركزت على الأشكال النمطية للطبيعة (السواحل والأشجار والجبال...).
بديهياً، الفركتل هو شكل حيث كل نمط منه يكون متكرر بطريقة تناقصية أو تزايدية. تكبير أي جزء من هذا الشكل، يمكننا العثور على نسخة من الشكل نفسة، كما يُلاحظ، على سبيل المثال، في نموذج فون كوخ. 
بشكل عام الفركتل يتمتع بجميع أو بمعظم الخصائص التالية: 
- التشابه الذاتي: هو جمع أو اتحاد نفس النسخة بمقاسات مختلفة؛
- هيكل دقيق: يظهر نفس التفاصيل في كل تكبير؛
- اللانظامية: لا يمكن أن يوصف بأنه مكان من النقاط التي تلبي شروط هندسية بسيطة؛ دالة رياضية متكررة؛
- البعد الفركتلي: على الرغم من أنه يمكن أن يكون ممثل في الفراغ التقليدي، حجم الفركتل ليس بالضرورة رقم صحيح يمكن أن يكون كسري، وفي كثير من الأحيان عدد أصم- (Irrational number مثل الجذر التربيعي للعدد 2 أو پاي (π)، أي ان هناك عدد عشري لا نهائي).

ماندلبروت فتح طريق الهندسة الفراكتالية كلغة جديدة لوصف أشكال الطبيعة المعقدة. في حين أن عناصر الهندسة (خطوط ودوائر، مثلثات...) يمكن عرضها بسهولة، اما اللغة الجديدة فهي بحاجة لخوارزميات، ومعادلات بسيطة متكررة، لعدة مرات لاظهار صورة الفراكتل، الكمبيوتر يستبدل قلم رصاص (ولكن ليس عقل المهندس). لهذا في الثمانينات كان هناك محاولات لايجاد الفركتل في كل مجال من المجالات: من الطبيعة إلى الطب والموسيقى. وقد تطور فرع من فروع الهندسة الفراكتالية الذي يدرس ما يسمى الفراكتالية البيومورفية (biomorphs fractal).
في هذا تستعمل تقنية التكثيف (condensing) باستخدام تحولات هندسية مستوية، وأساليب IFS ونظام لام (L-System)

### الفركتل والنسبة الذهبية
كما يمثل منحنى كوخ نموذج جيد لامتداد ساحل ما، يمكن للمرء بناء فركتل لتمثيل بعض أشكال الطبيعة، التي من الصعب تمثيلها باستخدام الاشكال الهندسية الكلاسيكية. هذه النماذج لها بنية معقدة ومتشعبة، تبدو غير نظامية كما هو الحال في الشجرة.

## نظم التمثيل النسبي
اختيار واستخدام نظم التمثيل النسبي كان دائما شاغلا هاما للفنانين والمعماريين. لم تكن تستخدم علاقات نسبية محددة، ولكنهم كانوا يفضلون بعضها. مثل الفواصل الموسيقية، وجسم الإنسان، والنسبة الذهبية.
النسبة في الهندسة، في العمارة والموسيقى والفن يمكن ان تكون في علاقة منسجمة بين الأطراف وبالإجمال.
فيتروفيوس (25 - 70 قبل الميلاد)، مهندس معماري روماني، كتب عن العمارة في كتبة العشرة (De
Architectura)، والذي هو أقدم عمل في هذا الموضوع، «التماثل هو اتفاق حقيقي بين عناصر العمل نفسه، والعلاقة بين العناصر المختلفة والكل«في الاتفاق مع جزء معين وفقا لمعايير محددة. 
ومن ثم، الطبيعة وضعت التناسب لجسم الإنسان بحيث الأعضاء تتناسب مع الهيكل ككل... في المباني يجب أن تكون العناصر المختلفة في تماثل دقيق مع المخطط بشكل عام. 

### النسبة الذهبية

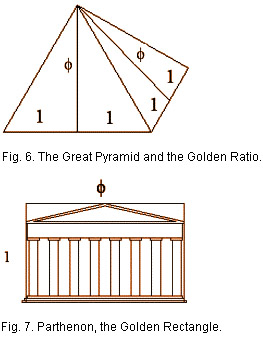
النسبة الذهبية في البارثينون وفي الهرم الأكبر في مصر

النسبة الذهبية، «النسبة المقدسة»، النسبة ألإلهية أو ببساطة φ. النسبة الذهبية موجودة في الأشكال الأساسية مثل: النباتات والزهور، والفيروسات، الحمض النووي، والكواكب والمجرات. استخدمها فيدياس (490-430 قبل الميلاد)، النحات الأثيني والمدير الفني لبناء البارثينون. النسبة الذهبية هي الأولى قبل أي نسبة، فهي = حوالي 1.618 (الشكل 2). انها ترمز إلى التجدد والتطور وهي التقسيم الأمثل للوحدة.
النسبة الذهبية لديها خصائص فريدة
النسبة الذهبية موجودة في الخماسي الأضلاع (pentagon) وفي النجمة الخماسية (pentagram) – شكل 3.
أوجهة المجسم الافلاطوني الثّنعشري (dodecahedron) هي مكونة من خمسيات أضلاع منتظمة، كل منها لة نسبة ذهبية، وهكذا افلاطون ساواه بالكون. في النجمة الخماسية القياس الأكبر أو الأصغر لة علاقة بالنسبة φ, بحيث يتم تلقائياً إنشاء سلسلة من «النسب الذهبية» مرفوعة إلى قدرة أعلى (أو أقل) تباعا φ,φ2,φ3,φ4,φ5.
المقاسات البشرية تتألف من "نسب ذهبية.
نسبة φ هي لانهائية. يمكن العثور عليها في الحلزونيات والإقحوانات، في التسلسل الزمني، في أنماط النباتات الملتوية حول الافراع (الشكل 5)، وفي أماكن كثيرة.
النسبة الذهبية φ هي النسبة الأكثر جمالاً. على امتداد تاريخ الفن والفنانين. اعتمدت كنسبة مقدسة في قياس الجمال. الهرم الأكبر في مصر يحتوي على هذه النسبة (شكل 6). في الأوراكل ديل - فاي الإغريقي. الخطوط العريضة للبارثينون في أثينا قرب الاكروبول محاطة بمستطيل ذهبي مؤلف من العديد من مستطيلات φ (الشكل 7).